# Erie Wave
Los Erie Wave fueron un equipo de baloncesto estadounidense con sede en Erie, Pensilvania, Ohio, que compitieron en la World Basketball League tres temporadas, entre 1990 y 1992. Disputaban sus partidos como local en el Louis J. Tullio Arena, pabellón con capacidad para 6.750 espectadores.

## Historia
Los Wade se unieron a la liga en 1990, y en su primera temporada lograron un balance de 12 victorias y 34 derrotas, perdiendo los 19 primeros partidos que disputaron fuera de casa. Al año siguiente mejoraron su número de partidos ganados, consiguiendo 18 victorias y 33 derrotas, lo que no impidió que acabaran en la última posición de la División Norte. Ya en su último año llevaban 12 victorias y 26 derrotas cuando el equipo desapareció.

## Temporadas
| Temporada | Liga | Denominación | G  | P  | %    | Puesto | Play-off      |
| --------- | ---- | ------------ | -- | -- | ---- | ------ | ------------- |
| 1990      | WBL  | Erie Wave    | 12 | 34 | 26,1 | 7º     | Primera ronda |
| 1991      | WBL  | Erie Wave    | 18 | 33 | 40,9 | 5º     | -             |
| 1992      | WBL  | Erie Wave    | 12 | 16 | 42,9 | 9º     | -             |

## Jugadores destacados
- Scooter Barry
- Jamie Waller